# 中央军委联合参谋部第五十五研究所
中央军委联合参谋部第五十五研究所，位于北京市，是中央军委联合参谋部某局下属的科研机构。

## 简介
该所原名中国人民解放军总参谋部第五十五研究所，是中国人民解放军总参谋部情报部（又称中国人民解放军总参谋部第二部）第二局下属的科研机构。总参谋部第五十五研究所主要从事信息加密系统、新材料等方面的研究。总参谋部第五十五研究所曾涌现出精细化工军事应用专家、中国工程院院士吴慰祖等专家学者。2016年，在深化国防和军队改革中，总参谋部第五十五研究所更名为中央军委联合参谋部第五十五研究所。